# Pero speciosata
Pero speciosata är en fjärilsart som beskrevs av Achille Guenée 1858. Pero speciosata ingår i släktet Pero och familjen mätare. Inga underarter finns listade i Catalogue of Life.